# Josephine Silone Yates

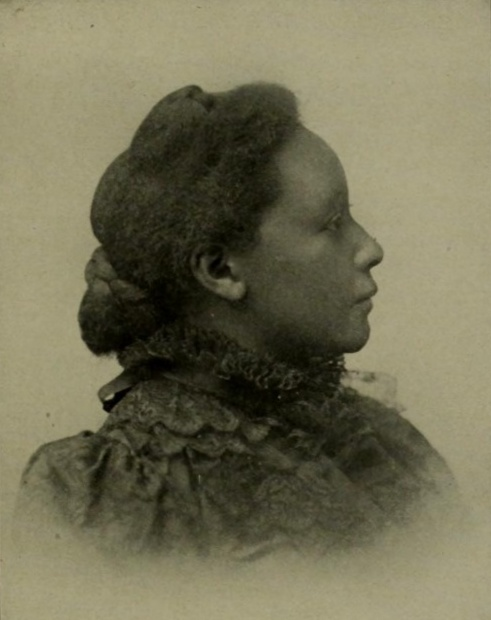
Josephine Silone Yates (1902)

Josephine Silone Yates (1852 nebo 1859 – 3. září 1912) byla americká profesorka, spisovatelka, veřejná mluvčí a aktivistka. Byla první černošskou ženou, která se stala profesorkou na americké univerzitě.
Vystudovala chemii a stala se jedním z prvních černošských profesorů najatých na Lincolnově institutu v Jefferson City v Missouri. Po svém povýšení se stala první černošskou ženou, která vedla univerzitní vědecké oddělení.
Josephine se věnovala také žurnalistice a sociální pomoci černým ženám. Byla dopisovatelkou pro Woman's Era (první měsíčník vydávaný černošskými ženami ve Spojených státech). Psala také pro další noviny a časopisy, včetně Omahy, Nebraska's Enterprise. Často psala pod pseudonymem paní R. K. Potter.
Josephine byla hlavní představitelkou afroamerického ženského klubového hnutí. Pomohla založit a byla první prezidentkou Colored Women's League (1893) v Kansas City a byla druhou prezidentkou Národní asociace barevných žen (1900-04).

## Mládí a vzdělání

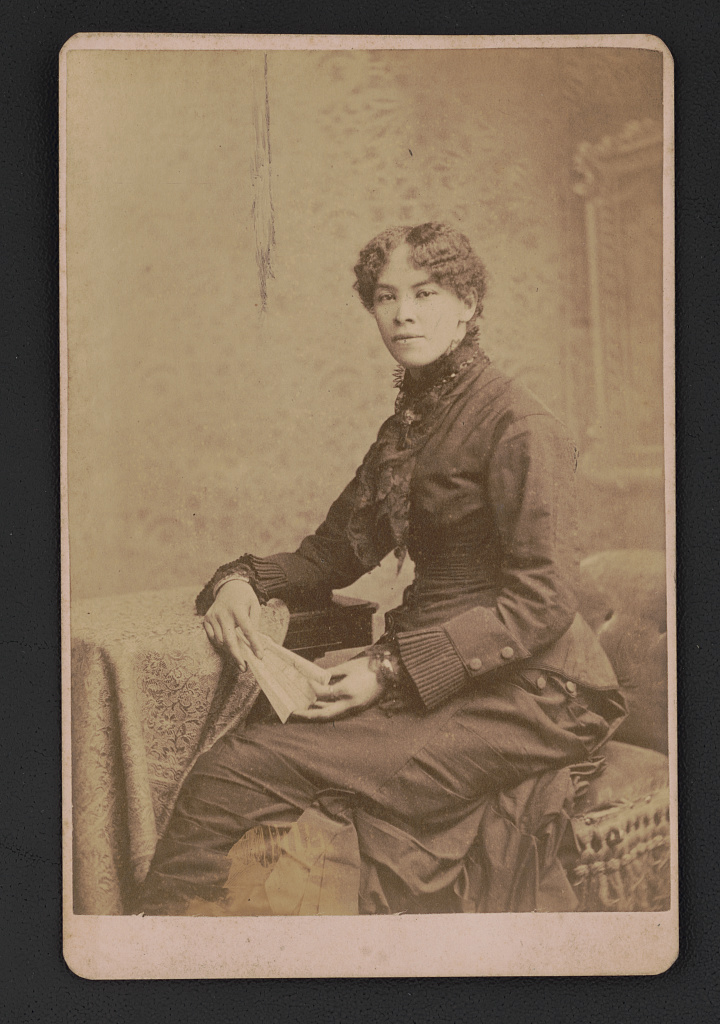
Josephine Silone Yates (1885)

Narození Josephine Silone je uváděno různě - 1852 nebo 15. listopadu 1859. Narodila Alexandrovi a Parthenii Reeve Silone v Mattitucku, NY jako jejich druhá dcera. Do školy nastoupila v šesti letech a ve věku devíti let údajně studovala fyziologii, fyziku a matematiku.
Ve jedenácti letech odešla ke svému strýci reverendu John Bunyan Reeve, který byl pastorem Lombard Street Central Church ve Filadelfii. Zde začala navštěvovat Institut pro barevnou mládež a později Rogers High School. Její učitel přírodních věd ji považoval za svou nejbystřejší žačku a umožnil jí laboratorní práci v chemii. V roce 1877 jako první černošský student Rogers High School absolvovala a obdržela medaili za prospěch.
Josephine se rozhodla stát se učitelkou a nastoupila na Rhode Island State Normal School v Providence. Absolvovala v roce 1879 s vyznamenáním jako jediná černošská studentka ve třídě. Stala se první Afroameričankou certifikovanou pro výuku ve školách na Rhode Islandu a později získala magisterský titul na Národní univerzitě v Illinois.

## Pedagožka

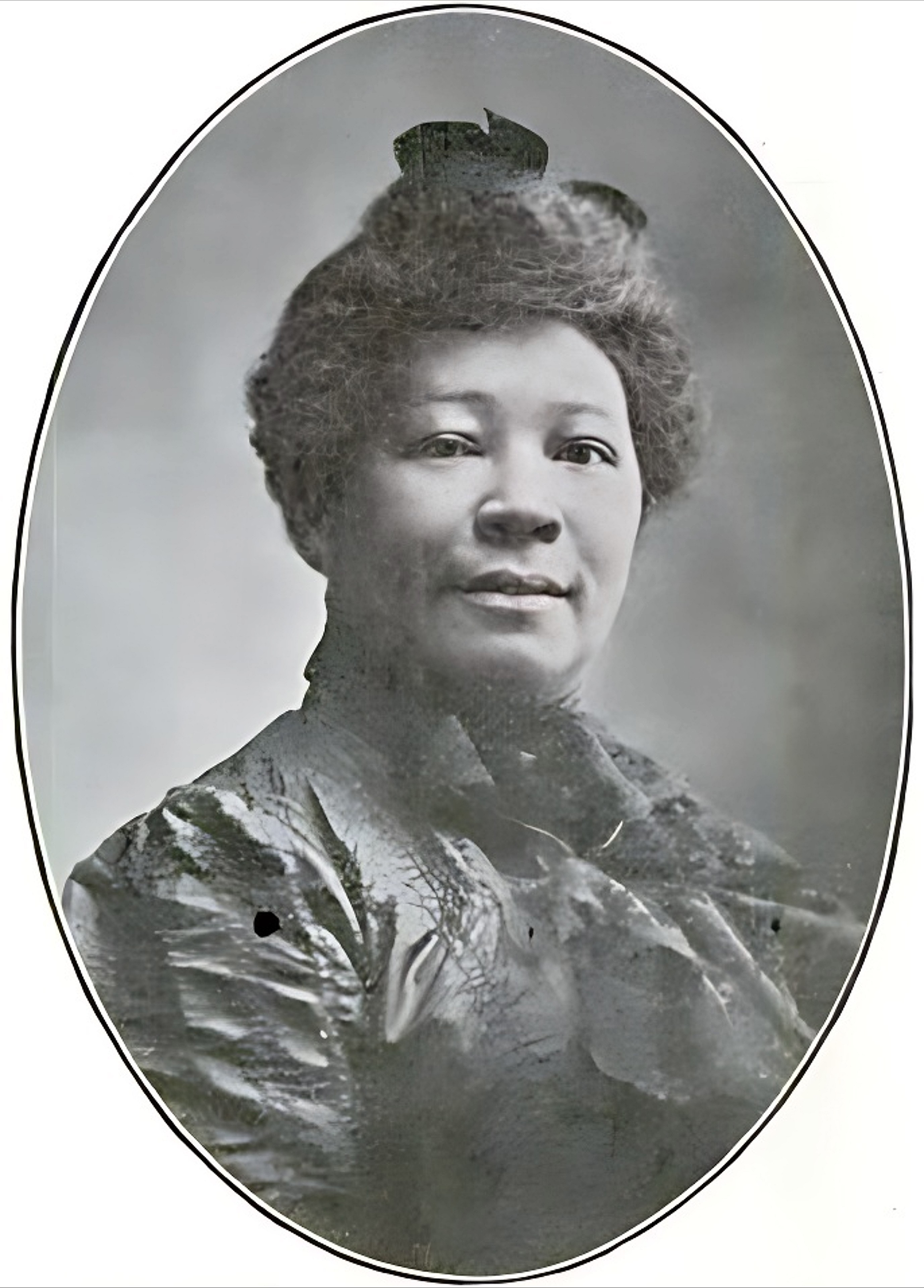
Josephine Silone Yates (1900)

Josephine jako Afroameričanka se rozhodla spojit svůj život s pomocí černošským studentům. V roce 1879 se proto přestěhovala do Jefferson City v Missouri, aby pracovala jako jeden z prvních černošských učitelů na Lincolnově institutu. Vyučovala chemii, rétoriku a anglickou literaturu.
Prezidentem Lincolnova institutu byl Inman Edward Page, který byl zároveň černošský prezidentem Langston University, Western University a Roger Williams University a ředitelem Douglass High School v Oklahoma City. Jeho snahou bylo nahradit bělošské učitele černými, kteří by byli vzorem pro afroamerické studenty. Na jeho školách bylo zavedeno i pravidlo, že učitelé studenty nejenom vyučovali, ale bydleli s nimi na kolejích.
Josephine se po svém povýšení na vedoucí katedry přírodních věd stala první černošskou ženou v čele univerzitního vědeckého oddělení a první černošskou ženou, která měla řádnou profesuru na jakékoli americké vysoké škole nebo univerzitě.
V roce 1889 se Josephine provdala a protože mnoho škol zakazovalo vdaným ženám vyučovat, vzdala se po svatbě svého učitelského místa na Lincolnově institutu.

V roce 1902 byla prezidentem Lincolnova institutu požádána, aby se stala vedoucí oddělení angličtiny a historie. V roce 1908 požádala o rezignaci kvůli nemoci, ale Rada regentů to nepřijala. Zůstala tak na institutu jako poradkyně pro ženy. Své povolání brala Josephine jako poslání a v roce 1904 napsala:
| „ | Cílem každé pravé výchovy je dát tělu a duši veškerou krásu, sílu a dokonalost, které jsou schopny, aby připravily jednotlivce na úplný život. | “ |

## Černošské hnutí
- Povznesení černošské rasy bylo jedním z mnoha témat, o kterých mluvila a psala. Motem jejích aktivit byly otázky: "Dosáhl americký černoch v devatenáctém století úspěchů v oblasti bohatství, morálky nebo vzdělání úměrných jeho příležitostem? Pokud ano, jakých úspěchů dosáhl?"
- Byla dopisovatelkou pro Woman's Era (první měsíčník vydávaný černošskými ženami ve Spojených státech) a také psala pro Southern Workman, The Voice of the Negro, Indianapolis Freeman a Kansas City Rising Son. Psala pod svým vlastním jménem nebo pod pseudonymem "R nebo paní R. K. Potter".
- Publikovala poezii, například "Ostrovy míru", "Zephyr" a "Royal To-Day".
- Byla zařazena jako jedna ze 100 "největších amerických černochů" v černošské literatuře dvacátého století.
- V roce 1902 byla uvedena v "A Cyclopedia of Thought on the Vital Topics Relating to the American Negro".

## Ženské hnutí
- Josephine pomohla založit Ligu žen v Kansas City, organizaci pro svépomoc a sociální zlepšení pro afroamerické ženy, a v roce 1893 stala se její první prezidentkou .
- V roce 1896 se Liga žen připojila k Národní asociaci barevných žen (NACW) - federaci podobných klubů z celé země. Josephine pracovala u NACW čtyři roky jako pokladník, viceprezident (1897 až 1901) a čtyři roky jako prezident (1901 až 1904).
- V roce 1911 pomohla v Kansas City založit první černošskou Young Women's Christian Association (YWCA) - Křesťanské sdružení mladých žen.
- Důkazem jejích úspěchů a uznání je projev jedné z nejvýznamnějších afroamerických vědkyň v historii Spojených států - Anny Julie Cooperové. Ta v roce 1893 na Světovém kongresu reprezentativních žen v Chicagu řekla:

| „ | V organizovaném úsilí o svépomoc a dobročinnost byly aktivní i naše ženy. Liga barevných žen, jejíž jsem v současné době tajemnicí, má aktivní, energické pobočky na jihu a západě. Odbočka v Kansas City, která má více než sto padesát členů, již začala pod svou energickou prezidentkou, paní Yatesovou, stavět budovu pro dívky bez přátel. | “ |

## Soukromý život
V roce 1889 se Josephine Silone provdala za Williama Warda Yatese. Mnoho škol zakazovalo vdaným ženám vyučovat a po svatbě se proto vzdala svého učitelského místa v Lincolnu. Přestěhovala se do Kansas City v Missouri, kde byl její manžel ředitelem Phillips School.
Dcera Josephine Silone Yates se narodila v roce 1890 a syn William Blyden Yates v roce 1895. Manžel Josephine zemřel v roce 1910 a ona po krátké nemoci v roce 1912 .